# Boura (Tenkodogo)
Pour les articles homonymes, voir Boura.
Boura est une commune située dans le département de Tenkodogo de la province de Boulgou dans la région du Centre-Est au Burkina Faso.